# Góry Toledańskie

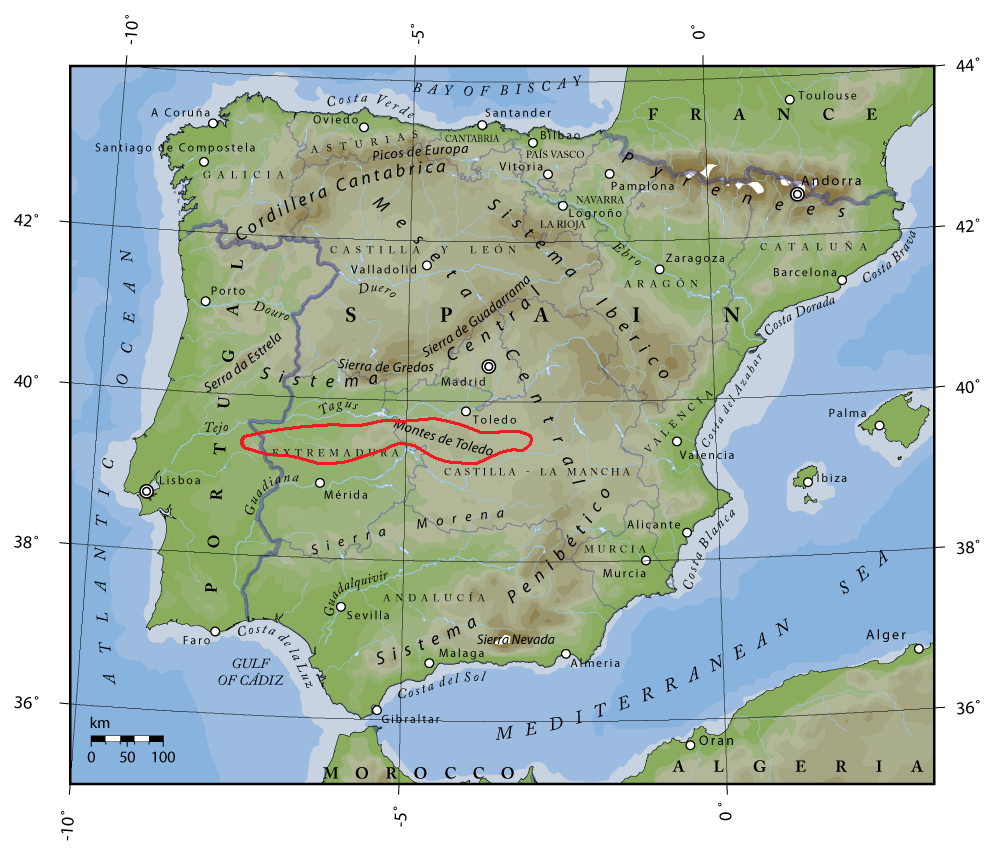
Góry Toledańskie na mapie

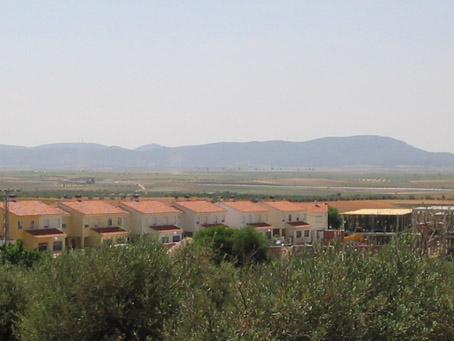
Sierra de Horca

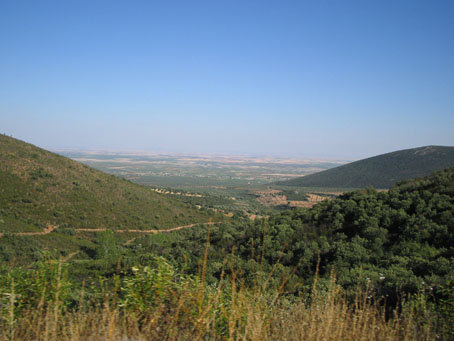
Widok z Puerto de Los Santos w kierunku południowym

Góry Toledańskie (hiszp. Montes de Toledo) są krainą geograficzną Półwyspu Iberyjskiego, która oddziela doliny (a zarazem dorzecza) Tagu i Gwadiany. Mają maksymalną długość (ze wschodu na zachód) 350 km i maksymalną szerokość 100 km w pobliżu miast Sonseca i Puertollano. Średnia szerokość to 50 km. Najwyższym szczytem tego łańcucha górskiego jest szczyt Villuerca Alta (1 603 m n.p.m.) w Sierra de Guadalupe. Stanowią północną granicę La Manchy.
Jest to górotwór odmłodzony w orogenezie alpejskiej, ale różni się od Gór Kastylijskich, nie składa się z wyniesionych i obniżonych bloków, ale stanowi przykład rzeźby appalachijskiej, odkrytej po intensywnej erozji, która występowała na tym obszarze po orogenezie. Składają się więc z kwarcytowych grzbietów górskich o podobnej wysokości (około 1 400 metrów), które nie zostały poddane działaniu erozji lodowcowej.
Występuje jeszcze jeden znaczący element krajobrazu - są to liczne miejsca pokryte kamieniami, głazami (zwanymi również casqueras lub canchales) na zboczach gór. Ze swoim typowym kształtem wachlarza, i prawie całkowitym brakiem roślinności są w rzeczywistości, dużymi stosami o kanciastych brzegach z kwarcytu utworzonymi w czasie częstych zmian klimatycznych: szybko po sobie następujących faz zlodowacenia i ocieplenia. Te brzegi są odkryte, bez połączenia między sobą i bez rozwiniętej gleby, dlatego wydają się nagie, jak wielkie białe plamy wśród roślinności. Jednak, patrząc z bliska, widać rozwijające się na nich pionierskie zbiorowiska roślinne porostów i mszaków, które tryskają mnóstwem kolorów, a także typowe rośliny skalne, np. Umbilicus pendulinus (hiszpańska nazwa to ombligo de Venus, co można przetłumaczyć jako "pępek Wenus").
Z Gór Toledańskich wypływają rzeki: Algodor (95 km długości i 1 250 km² dorzecza), Almonte (lewe dopływy Tagu) i Amarguillo (prawy dopływ Gwadiany). Na terenie gór znajduje się Park Narodowy Cabañeros. Góry Toledańskie dały nazwę comarce Montes de Toledo w prowincji Toledo i w drugiej w prowincji Ciudad Real. Powyższe comarki graniczą ze sobą.